# اندیس کشت مهکی
کشت مهکی یک اندیس فلزی است که در حوالی شهر ده بید استان فارس قرار دارد و مادهٔ معدنی موجود در آن، مس است.  